# Kings Park, New South Wales
Kings Park este o suburbie în Sydney, Australia.